# 조시시
조시시(일본어: 銚子市)는 일본 지바현 북동부에 있는 시이다. 도쿄 도시권의 최동단에 있는 시이다.

## 지리
간토 지방 북부에서 흘러 온 도네강의 하구에 위치하며 태평양과 접한다. 일본 유수의 어업 항구가 있고, 또 노다시에 다음가는 간장 산지이기도 하다. 여름에는 해수욕장이 개장하고, 신정(양력 1월 1일)에는 일출을 일본에서 제일 먼저 볼 수 있는 곳으로 많은 관광객이 찾아온다.

### 지형
도네강가의 저지와 호쿠소 대지로 이루어져 있고 표층은 간토 롬층에 덮여 있다. 논은 대지 산간의 골짜기와 도네강을 따라 펼쳐져 있고 밭으로 쓰이는 땅은 대지의 평탄부에 위치해 비교적 농업에 적절하다.

### 기후
연평균 기온은 15°C 전후이고 주위가 바다로 둘러싸여 있기 때문에 비교적 온난하고 습도가 높다. 겨울철은 따뜻하고 여름철에는 시원한 해양성 기후로 양배추, 무는 달콤함으로 정평이 나 있다. 또 토마토, 멜론, 수박, 딸기 등 해양성 기후에 적절한 야채와 과일이 재배되고 있다.
또 연중 비교적 바람이 강해 풍력 발전기 34기가 가동하고 있다.
| 조시시의 기후                                                | 조시시의 기후 | 조시시의 기후 | 조시시의 기후 | 조시시의 기후 | 조시시의 기후 | 조시시의 기후 | 조시시의 기후 | 조시시의 기후 | 조시시의 기후 | 조시시의 기후 | 조시시의 기후 | 조시시의 기후 | 조시시의 기후   |
| 월                                                           | 1월           | 2월           | 3월           | 4월           | 5월           | 6월           | 7월           | 8월           | 9월           | 10월          | 11월          | 12월          | 연간            |
| ------------------------------------------------------------ | ------------- | ------------- | ------------- | ------------- | ------------- | ------------- | ------------- | ------------- | ------------- | ------------- | ------------- | ------------- | --------------- |
| 역대 최고 기온 °C (°F)                                       | 23.6 (74.5)   | 24.0 (75.2)   | 23.3 (73.9)   | 25.9 (78.6)   | 29.5 (85.1)   | 32.0 (89.6)   | 34.8 (94.6)   | 35.3 (95.5)   | 33.7 (92.7)   | 30.6 (87.1)   | 24.8 (76.6)   | 23.4 (74.1)   | 35.3 (95.5)     |
| 일평균 최고 기온 °C (°F)                                     | 10.1 (50.2)   | 10.3 (50.5)   | 12.8 (55.0)   | 17.0 (62.6)   | 20.5 (68.9)   | 23.0 (73.4)   | 26.6 (79.9)   | 28.6 (83.5)   | 25.9 (78.6)   | 21.5 (70.7)   | 17.3 (63.1)   | 12.7 (54.9)   | 18.9 (66.0)     |
| 일일 평균 기온 °C (°F)                                       | 6.6 (43.9)    | 6.9 (44.4)    | 9.7 (49.5)    | 13.8 (56.8)   | 17.4 (63.3)   | 20.2 (68.4)   | 23.5 (74.3)   | 25.5 (77.9)   | 23.4 (74.1)   | 19.2 (66.6)   | 14.4 (57.9)   | 9.3 (48.7)    | 15.8 (60.4)     |
| 일평균 최저 기온 °C (°F)                                     | 2.9 (37.2)    | 3.3 (37.9)    | 6.4 (43.5)    | 10.7 (51.3)   | 14.8 (58.6)   | 17.9 (64.2)   | 21.2 (70.2)   | 23.3 (73.9)   | 21.3 (70.3)   | 16.8 (62.2)   | 11.1 (52.0)   | 5.7 (42.3)    | 13.0 (55.4)     |
| 역대 최저 기온 °C (°F)                                       | −6.2 (20.8)   | −7.3 (18.9)   | −4.3 (24.3)   | −0.2 (31.6)   | 4.3 (39.7)    | 10.2 (50.4)   | 13.0 (55.4)   | 15.9 (60.6)   | 11.2 (52.2)   | 4.5 (40.1)    | −1.3 (29.7)   | −4.6 (23.7)   | −7.3 (18.9)     |
| 평균 강수량 mm (인치)                                        | 105.5 (4.15)  | 90.5 (3.56)   | 149.1 (5.87)  | 127.3 (5.01)  | 135.8 (5.35)  | 166.2 (6.54)  | 128.3 (5.05)  | 94.9 (3.74)   | 216.3 (8.52)  | 272.5 (10.73) | 133.2 (5.24)  | 92.9 (3.66)   | 1,712.4 (67.42) |
| 평균 강설량 cm (인치)                                        | 0 (0)         | 0 (0)         | 0 (0)         | 0 (0)         | 0 (0)         | 0 (0)         | 0 (0)         | 0 (0)         | 0 (0)         | 0 (0)         | 0 (0)         | 0 (0)         | 0 (0)           |
| 평균 강수일수 (≥ 0.5 mm)                                     | 8.2           | 9.1           | 13.0          | 12.3          | 11.3          | 12.3          | 10.4          | 7.4           | 11.8          | 13.3          | 10.6          | 8.7           | 128.4           |
| 평균 강설일수                                                | 4.5           | 6.0           | 1.7           | 0.0           | 0.0           | 0.0           | 0.0           | 0.0           | 0.0           | 0.0           | 0.0           | 0.9           | 13.1            |
| 평균 상대 습도 (%)                                           | 62            | 64            | 68            | 74            | 82            | 88            | 90            | 87            | 84            | 77            | 72            | 66            | 76              |
| 평균 월간 일조시간                                           | 179.8         | 159.0         | 168.9         | 183.0         | 188.9         | 142.3         | 174.0         | 221.3         | 159.0         | 137.9         | 140.1         | 163.7         | 2,017.8         |
| 출처: 일본 기상청 (평년값: 1991년~2020년, 극값: 1887년~현재) |               |               |               |               |               |               |               |               |               |               |               |               |                 |

### 인접한 자치체
- 지바현
  - 아사히시
  - 가토리군 도노쇼정

- 이바라키현
  - 가미스시

## 역사
- 1889년 4월 1일 - 가이조군 조시정이 탄생하였다.
- 1933년 2월 11일 - 가이조군 조시정, 혼조시정, 니시조시정, 도요우라촌이 합병해 시로 승격하여 조시시가 탄생하였다.

## 교통

### 철도
- 동일본 여객철도
  - 소부 본선
  - 나리타선

- 조시 전기 철도
  - 조시 전기 철도선

### 도로
- 국도 124호선
- 국도 126호선
- 국도 356호선

## 인구
| 연도 | 인구   | ±%     |
| ---- | ------ | ------ |
| 1920 | 55,459 | —      |
| 1930 | 66,411 | +19.7% |
| 1940 | 74,571 | +12.3% |
| 1950 | 90,398 | +21.2% |
| 1960 | 91,470 | +1.2%  |
| 1970 | 90,415 | −1.2%  |
| 1980 | 89,416 | −1.1%  |
| 1990 | 85,138 | −4.8%  |
| 2000 | 78,698 | −7.6%  |
| 2010 | 70,225 | −10.8% |

## 자매 도시
- 미국 오리건주 쿠즈베이
- 필리핀 알바이주 레가스피